# (274) Philagoria
(274) Philagoria ist ein Asteroid des äußeren Hauptgürtels, der am 3. April 1888 vom österreichischen Astronomen Johann Palisa an der Universitätssternwarte Wien entdeckt wurde.
Der Asteroid wurde vom Entdecker nach einem Freizeitverein in Olmütz benannt.

## Wissenschaftliche Auswertung
Aus Ergebnissen der IRAS Minor Planet Survey (IMPS) wurden 1992 Angaben zu Durchmesser und Albedo für zahlreiche Asteroiden abgeleitet, darunter auch (274) Philagoria, für die damals Werte von 26,6 km bzw. 0,23 erhalten wurden. Eine Auswertung von Beobachtungen durch das Projekt NEOWISE im nahen Infrarot führte 2011 zu vorläufigen Werten für den Durchmesser und die Albedo im sichtbaren Bereich von 32,6 km bzw. 0,15. Nach neuen Messungen mit NEOWISE wurden die Werte 2014 auf 27,3 km bzw. 0,24 korrigiert.
Eine spektroskopische Untersuchung von 820 Asteroiden zwischen November 1996 und September 2001 am La-Silla-Observatorium in Chile ergab für (274) Philagoria eine taxonomische Klassifizierung als S- bzw. L-Typ.
Photometrische Messungen des Asteroiden fanden statt vom 26. Februar bis 10. April 2010 am Organ Mesa Observatory in New Mexico. Aus der aufgezeichneten Lichtkurve wurde eine Rotationsperiode von 17,983 h bestimmt. Eine Durchmusterung im Rahmen der Palomar Transient Factory (PTF) am Palomar-Observatorium in Kalifornien ab 2009 bestätigte in einer Untersuchung von 2015 die Bestimmung der Rotationsperiode von (274) Philagoria mit einem Wert von etwa 17,92 h. Aus thermischen Infrarot-Daten wurde außerdem ein Durchmesser von 27,3 ± 0,3 km abgeleitet.
Die Auswertung archivierter Lichtkurven der Lowell Photometric Database ermöglichte in einer Untersuchung von 2016 für ein ellipsoidisches Gestaltmodell die Bestimmung der Rotationsperiode zu 17,9407 h, außerdem konnten zwei alternative Lösungen für die Position der Rotationsachse mit retrograder Rotation angegeben werden.
In einer Untersuchung von 2016 führte die Auswertung von 12 vorliegenden Lichtkurven und weiteren Daten der Lowell Photometric Database mit der Methode der konvexen Inversion zur Erstellung eines dreidimensionalen Gestaltmodells des Asteroiden für zwei alternative Rotationsachsen mit retrograder Rotation und einer Periode von 17,9410 h. Im Jahr 2021 wurde aus archivierten Daten und photometrischen Messungen von Gaia DR2 erneut eine Rotationsachse mit retrograder Rotation berechnet. Die Rotationsperiode wurde dabei zu 17,9409 h bestimmt.
Zwischen 2012 und 2018 wurden mit der All-Sky Automated Survey for Supernovae (ASAS-SN) auch photometrische Daten von 20.000 Asteroiden aufgezeichnet. Auf mehr als 5000 davon konnte erfolgreich die Methode der konvexen Inversion angewendet werden, darunter auch (274) Philagoria, für die in einer Untersuchung von 2021 ein verbessertes dreidimensionales Gestaltmodell für zwei alternative Rotationsachsen mit retrograder Rotation und einer Periode von 17,9408 h berechnet wurde.
Aus archivierten Daten des Asteroid Terrestrial-impact Last Alert System (ATLAS) aus dem Zeitraum 2015 bis 2018 konnte in einer Untersuchung von 2022 mit der Methode der konvexen Inversion eine Rotationsperiode von 17,9405 h bestimmt werden. Im Jahr 2023 wurde aus photometrischen Messungen von Gaia DR3 erneut ein dreidimensionales Gestaltmodell des Asteroiden für eine Rotationsachse mit retrograder Rotation und einer Periode von 17,9411 h berechnet.